# Selepa caniceps
Selepa caniceps är en fjärilsart som beskrevs av Embrik Strand 1917. Selepa caniceps ingår i släktet Selepa och familjen trågspinnare. Inga underarter finns listade i Catalogue of Life.